# Alfabetets användning anar aporna aldrig
Alfabetets användning anar aporna aldrig är en svensk ABC-bok av Alf Henrikson med illustrationer av Björn Berg. Boken gavs ut på Carlsen förlag 1974.
Boken utmärker sig framförallt för att varje sida består av allitterationer på den aktuella bokstaven, samt de mycket detaljrika illustrationerna av Björn Berg.